# Cornelis Jansz Mejjer
Cornelis Jansz Mejjer (Amsterdam, 14 gennaio 1629 – Roma, 23 agosto 1701) è stato un ingegnere olandese.

## Biografia
Cornelis Janszoon Meijer nacque ad Amsterdam il 14 gennaio 1629 da una famiglia luterana. Ambizioso artigiano, fece rapidamente strada nei circoli scientifici della capitale olandese e partecipò alle ricerche di Jan Swammerdam. Acquisì ben presto una solida posizione sociale e allestì nella sua casa di Amsterdam un grande gabinetto delle curiosità, contenente strumenti scientifici e oggetti preziosi.
Nel 1674 Meijer lasciò Amsterdam e si recò a Venezia, dove offrì la sua competenza tecnica al governo della Repubblica. Il motivo per cui lasciò le Province Unite non è del tutto chiaro. A Roma, Meijer disse ai suoi amici che si era recato in Italia in occasione del Giubileo del 1675 per ottenere le indulgenze che la Chiesa aveva promesso a coloro che si pentivano dei loro peccati, si convertivano al cattolicesimo e visitavano un certo numero di chiese romane.
Venezia era stata a lungo alleata della Repubblica delle Province Unite. Poiché la città era alle prese con gli stessi problemi della Repubblica olandese (fiumi e porti che si stavano insabbiando, terreni agricoli che dovevano essere drenati e così via), gli ingegneri olandesi trovavano facilmente impiego a Venezia. Meijer ebbe successo abbastanza rapidamente. Alcune delle sue proposte furono approvate e Meijer fu incaricato della gestione delle operazioni. Ottenne anche il titolo ufficiale di ingegnere. Tuttavia, nell'aprile del 1675, prima ancora che i lavori avessero inizio, Mejier lasciò Venezia per Roma. Promise al governo veneziano di tornare il prima possibile, ma a Roma trovò nuove opportunità di lavoro e decise di trasferirvisi stabilmente.

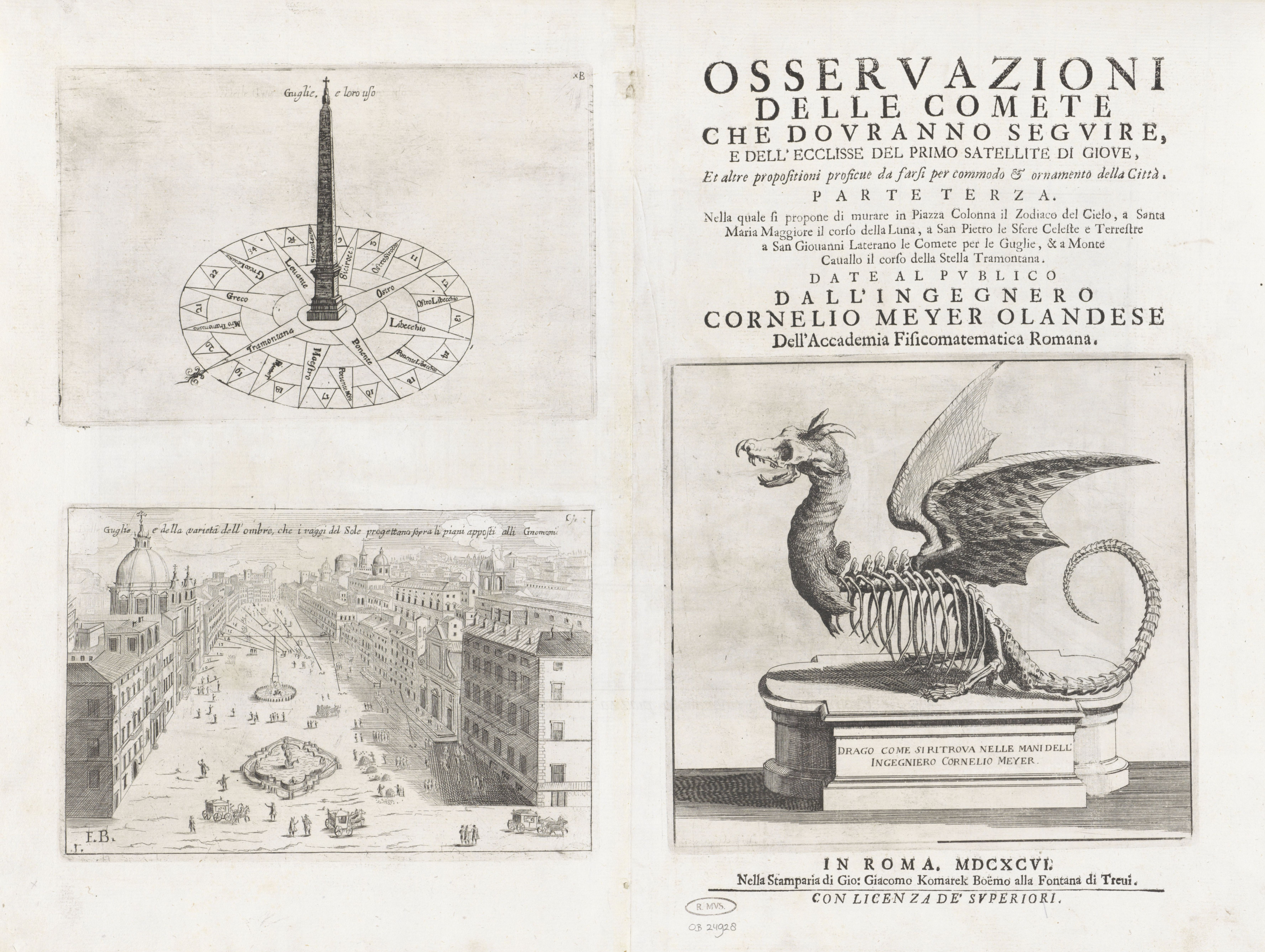
Cornelis Jansz Mejjer, Osservazioni delle comete che dovranno seguire.. ., Roma, Stamperia di Gio. Giacomo Komarek Boëmo, 1696.

Mejjer lavorò per Clemente IX (1600-1669, papa dal 1667), soprattutto a opere di regimazione del Tevere, pubblicando nel 1683 a Roma l'Arte di restituire a Roma la tralasciata navigazione del suo Tevere. In precedenza, a Pisa, si era applicato a lavori di regimazione dell'Arno, per incarico diretto del granduca di Toscana Cosimo III (1642-1723), al quale Mejjer dedicò i Nuovi ritrovamenti pubblicati a Roma nel 1696.
Mentre lavorava al suo libro sul Tevere, Mejier stabilì strette relazioni con importanti esponenti della curia romana che si erano interessati alle sue invenzioni. Meijer non dice chi fossero, ma nel libro menziona Giovanni Giustino Ciampini, alto funzionario della corte papale e noto studioso. Nel 1677 Ciampini, ispirandosi all'Accademia del Cimento, aveva fondato l'Accademia Fisicomatematica Romana, dedita allo studio delle scienze naturali. Meijer divenne membro dell'Accademia nel 1680 ed ebbe un ruolo importante nelle discussioni su materie tecniche e scientifiche che vi ebbero luogo.